# Superficie planetaria

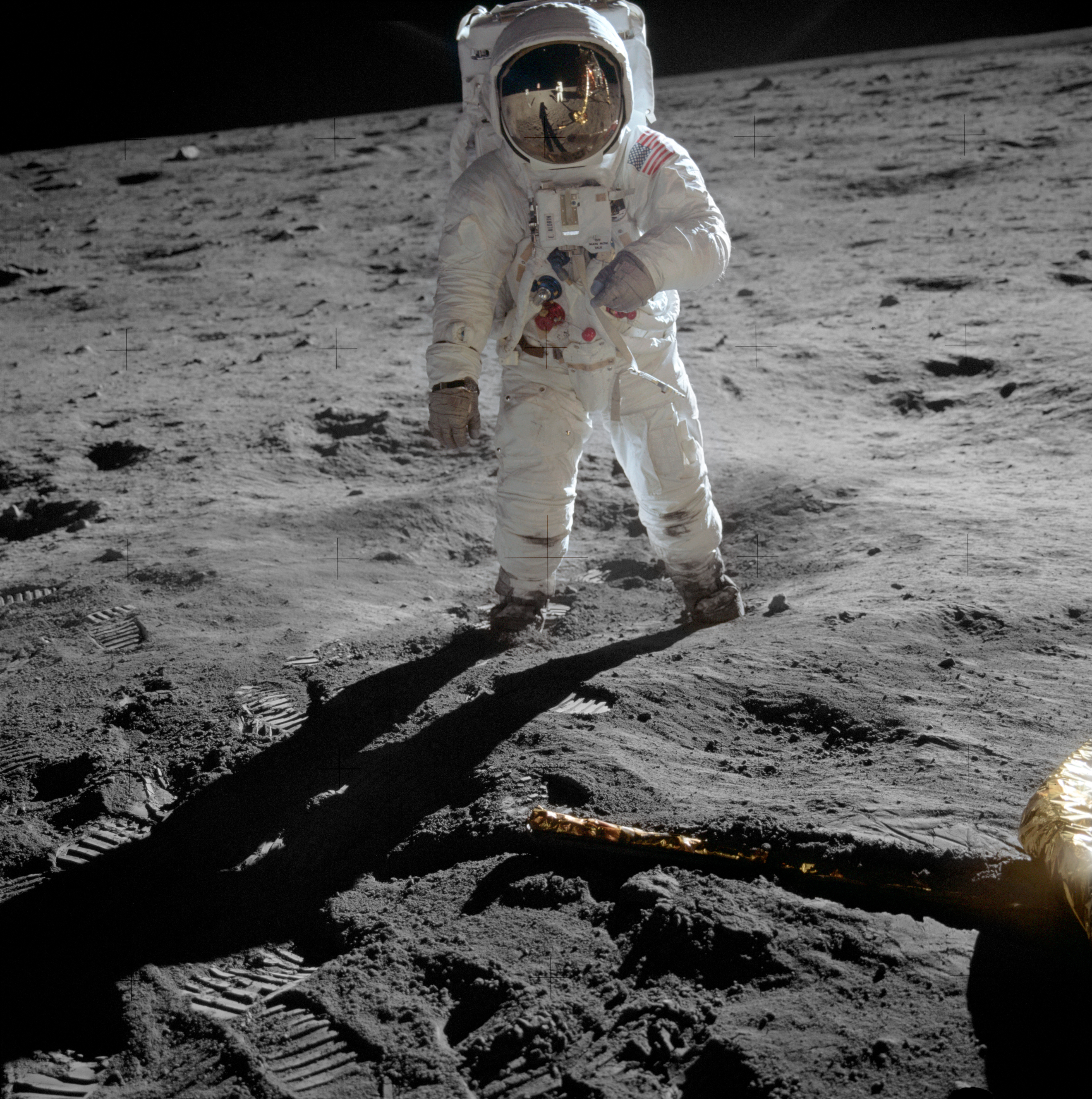
El astronauta Buzz Aldrin del Apolo 11 caminando sobre la superficie de la Luna, que consiste en regolito lunar (fotografiado por Neil Armstrong, (julio de 1969).

OSIRIS-REx recolectando una muestra de superficie del asteroide 101955 Bennu en 2020
— (Imagen a tamaño completo)

Una superficie planetaria es donde el material sólido o líquido de ciertos tipos de objetos astronómicos entra en contacto con la atmósfera o el espacio exterior. Las superficies planetarias se encuentran en objetos sólidos de masa planetaria, incluidos los planetas terrestres (como la Tierra), los planetas enanos, los satélites naturales, los planetesimales y muchos otros cuerpos pequeños del Sistema Solar (SSSB). El estudio de las superficies planetarias es un campo de la geología planetaria conocido como geología superficial, pero también un foco de una serie de campos que incluyen cartografía planetaria, topografía, geomorfología, ciencias atmosféricas y astronomía. Tierra (o suelo) es el término dado a las superficies planetarias no líquidas. El término aterrizaje se utiliza para describir la colisión de un objeto con una superficie planetaria y, por lo general, se produce a una velocidad en la que el objeto puede permanecer intacto y permanecer adherido.
En cuerpos diferenciados, la superficie es donde la corteza se encuentra con la capa límite planetaria. Cualquier cosa por debajo de esto se considera subsuperficial o submarina. La mayoría de los cuerpos más masivos que las supertierras, incluidas las estrellas y los gigantes gaseosos, así como las enanas gaseosas más pequeñas, pasan de forma contigua entre fases, incluidas las gaseosas, líquidas y sólidas. Como tales, generalmente se les considera carentes de superficies.
Las superficies planetarias y la vida en la superficie son de particular interés para los humanos, ya que es el hábitat principal de la especie, que ha evolucionado para moverse sobre la tierra y respirar aire . Por lo tanto, la exploración espacial humana y la colonización espacial se centran en gran medida en ellos. Los humanos solo han explorado directamente la superficie de la Tierra y la Luna. Las grandes distancias y las complejidades del espacio hacen que la exploración directa incluso de objetos cercanos a la Tierra sea peligrosa y costosa. Como tal, todas las demás exploraciones han sido indirectas a través de sondas espaciales.
Las observaciones indirectas por sobrevuelo u órbita actualmente brindan información insuficiente para confirmar la composición y las propiedades de las superficies planetarias. Gran parte de lo que se sabe proviene del uso de técnicas como la espectroscopia astronómica y el retorno de muestras. Las naves espaciales Lander han explorado las superficies de los planetas Marte y Venus. Marte es el único otro planeta cuya superficie ha sido explorada por una sonda de superficie móvil (rover). Titán es el único objeto no planetario de masa planetaria que ha sido explorado por un módulo de aterrizaje. Landers ha explorado varios cuerpos más pequeños, incluidos (433) Eros (2001), (25143) Itokawa (2005), 9P/Tempel 1 (2005), 67P/Churyumov-Gerasimenko (2014), (162173) Ryugu (2018) y (101955) Bennu (2020). Se han recolectado muestras de superficie dela Luna (traído en 1969), 25,143 Itokawa (traído en 2010), 162,173 Ryugu y 101,955 Bennu.